# Station Jerup
Station Jerup is een station in Jerup in de Deense gemeente Frederikshavn. 
Het oorspronkelijk station aan de lijn Frederikshavn - Skagen dateert uit 1890 en is een ontwerp van de architect Thomas Arboe. Het gebouw is niet meer als station in gebruik. In 2007 werd het perron vernieuwd waarbij een abri is geplaatst.